# Margaretha van Bancken
Margaretha van Bancken, född 1628, död 1694, var en nederländsk tryckare och utgivare.
Hon gifte sig 1661 med tryckaren Abraham Casteleyn. De anlitades som tryckare av myndigheterna i Haarlem och utgav Opregte Haarlemsche Courant. Hon fortsatte med affärerna efter makens död. 